# NGC 4650A
NGC 4650A is een lensvormig sterrenstelsel in het sterrenbeeld Centaur. Het hemelobject werd op 26 juni 1834 ontdekt door de Britse astronoom John Herschel.

## Synoniemen
- ESO 322-69
- AM 1242-402
- DCL 178
- PRC A-5
- PGC 42951